# Death Wish
Death Wish (titulada El justiciero de la ciudad en España y El vengador anónimo en Hispanoamérica) es una película estadounidense de suspenso de 1974 dirigida por Michael Winner y con actuación principal de Charles Bronson. El éxito de esta primera entrega permitió el inicio de una serie de cinco películas, todas ellas con Charles Bronson como actor principal. Está en el top 20 de las 100 mejores películas de acción de todos los tiempos por GQ.

## Argumento
Paul Kersey (Charles Bronson) es un arquitecto que lleva una vida tranquila. Está felizmente casado con su esposa, Joanna Kersey (Hope Lange), con la que ha tenido una hija, Carol Anne (Kathleen Tolan). Un día en que Joanna y Carol Anne hacen unas compras en un supermercado de su localidad, tres delincuentes entran en el establecimiento y empiezan a tener un comportamiento irrespetuoso. Aun así, se guardan de cometer actos delictivos y pagan los pocos productos que han venido a buscar, por lo que el guardia de seguridad del supermercado deja que se marchen. Mientras tanto Joanna le pide a un empleado del supermercado que le entregue sus compras a domicilio. Antes de irse del supermercado, los delincuentes aprovechan para descubrir la dirección del domicilio de Joanna y Carol Anne consultando el cupón que el personal del supermercado ha dejado en la caja de cartón en la que se encuentran las compras de las dos mujeres. A partir de entonces deciden seguirlas y una vez en el apartamento de los Kersey se ponen a buscar dinero, pero solo encuentran siete dólares. Los delincuentes a continuación violan a Carol Anne y golpean a Joanna. El yerno de Paul Kersey, Jack Toby (Steven Keats), llama a su suegro para decirle que Joanna y Carol Anne están en el hospital. Paul llega al hospital y después de esperar con impaciencia, un médico le dice que su esposa ha muerto. La policía le informa de que hay muy pocas probabilidades de que se pueda proceder a la identificación y la detención de los criminales.
Al día siguiente, el jefe de Kersey lo envía a Tucson, Arizona, para cumplir con un cliente, Ames Jainchill (Stuart Margolin). Paul es testigo de un simulacro de tiroteo en Old Tucson, una ciudad reconstruida utilizada como decorado de cine. En un club de tiro, Ames se impresiona cuando Kersey dispara con una precisión perfecta de tiro al blanco. Este revela que fue un objetor de conciencia durante la guerra de Corea y que sirvió a su país como enfermero de combate. Ames le entrega un obsequio en el aeropuerto.
De vuelta a Nueva York, Paul Kersey se entera de que su hija está en estado catatónico por culpa de la agresión que sufrió. Más tarde Paul abre el regalo de Ames y descubre que se trata de un revólver niquelado. Kersey guarda el arma en su abrigo y sale a dar una vuelta. Se encuentra con un asaltante que intenta robarle armado con una pistola. Kersey le dispara. Impresionado porque acaba de matar a un ser humano, Kersey vomita. Pero su venganza sigue a la noche siguiente, cuando dispara a tres hombres más que están robando a un anciano indefenso en un callejón.
Unas noches más tarde, dos asaltantes ven a Paul en el subterráneo. Intentan robarle pero Kersey los mata a tiros. Kersey se interna en un área próxima a Harlem, donde es seguido por dos matones. Una vez más un intento de robo; Kersey le dispara a uno pero el otro se las arregla para apuñalarlo en el hombro. El que lo apuñaló se escapa herido, pero muere en un hospital.
El teniente de policía Frank Ochoa (Vincent Gardenia) investiga los asesinatos del desconocido. Su investigación se reduce a una lista de hombres que han tenido recientemente un miembro de su familia asesinado por asaltantes y que son veteranos de guerra. La gente, por su parte, está feliz de que alguien esté haciendo algo contra el crimen. Ochoa pronto sospecha de Kersey. Está a punto de hacer un arresto cuando el fiscal del distrito (Fred J. Scollay) interviene y le dice a Ochoa que lo deje suelto. Paul Kersey dispara dos veces más antes de ser herido por un atracador. Hospitalizado, Ochoa le exige irse de Nueva York, de forma permanente. Paul Kersey acepta y responde: "al ponerse el sol".
Paul Kersey llega a la estación de Chicago en tren. Al ser recibido por un representante de la empresa, se da cuenta de que un grupo de delincuentes están acosando a una mujer. Se disculpa y ayuda a la mujer. Los delincuentes le hacen gestos obscenos. Kersey apunta con su mano derecha simulando un arma contra ellos y sonríe.

## Reparto
- Charles Bronson - Paul Kersey
- Hope Lange - Joanna Kersey
- Vincent Gardenia - Frank Ochoa
- Kathleen Tolan - Carol Toby
- Steven Keats - Jack Toby
- William Redfield - Policía
- Stuart Margolin - Ames Jainchill
- Jeff Goldblum - Atracador

## Crítica
Death Wish recibió críticas dispares en el momento de su estreno.Muchos críticos se mostraron descontentos con la película, considerándola una «amenaza inmoral para la sociedad» y un estímulo del comportamiento antisocial. Vincent Canby, del New York Times, fue uno de los escritores que más abiertamente condenó Death Wish en dos extensos artículos. Roger Ebert le concedió tres estrellas de cuatro y elogió la «fría precisión» de la dirección de Winner, pero no estuvo de acuerdo con la filosofía de la película.  Gene Siskel concedió a la película dos estrellas de cuatro y escribió que su montaje «no hace ningún intento de credibilidad; su objetivo es presentar un silogismo que argumenta a favor de la venganza, y presentarlo tan rápidamente que uno no tiene tiempo de considerar su absurdo».
Charles Champlin, de Los Angeles Times, la calificó de «película despreciable... Es un material desagradable y demagógico, un llamamiento a las emociones brutas y contra la razón». Es desagradable y demagógica, un llamamiento a las emociones brutas y contra la razón" Gary Arnold, de The Washington Post, describió la película como »simplista hasta el punto de la inmovilidad. Apenas se produce una visión sensata de la violencia urbana; los asesinatos se suceden uno tras otro mientras Bronson acecha las calles de Nueva York plagadas de crímenes". Clyde Jeavons, de The Monthly Film Bulletin, escribió: »Superficialmente, no está tan lejos de un western de venganza de Budd Boetticher.... La diferencia, por supuesto, es que Michael Winner no tiene nada del indígena sentido de la alegoría de Boetticher o su instinto para lo que constituye una buena mitología popular, por no hablar de su gusto por los villanos tridimensionales".
Garfield también se mostró descontento con el producto final, calificó la película de «incendiaria» y afirmó que las secuelas del filme son todas inútiles y rancias, ya que abogan por el vigilantismo, a diferencia de sus dos novelas, que defienden el argumento contrario. La película le llevó a escribir una continuación titulada Sentencia de muerte, que se publicó un año después del estreno de la película. Bronson defendió la película y consideró que pretendía ser un comentario sobre la violencia y que su intención era atacarla, no idealizarla.
En Rotten Tomatoes Death Wish tiene un índice de aprobación del 66% «Fresh» basado en las reseñas de 32 críticos[3].

## Taquilla
La película recaudó 22 millones de dólares en Estados Unidos y Canadá, lo que generó un alquiler de salas de 8,8 millones de dólares. En Alemania Occidental recaudó más de 7,6 millones de dólares. En todo el mundo obtuvo un alquiler de salas de 20,3 millones de dólares.